# Náměstí Generála Kutlvašra
Náměstí Generála Kutlvašra v Praze, bývalé Palackého náměstí, se nachází v městské části Praha 4 ve čtvrti Nusle.

## Popis
Střed náměstí zabírá upravený park se vzrostlou zelení, vybudovaný na místě zrušeného hřbitova. Zaujme řada platanů podél Nuselské radnice, dětské hřiště s lípami a na jaře zejména téměř dvacítka kvetoucích magnolií, vysázených v okolí kruhové cesty již po roce 1920. Architektonický návrh parku zpracoval akad. arch. Karel Skalák v roce 1925 a "park u radnice" získal svůj název Jiráskovy sady. Podle projektu, který zpracoval Jaroslav Čermák roku 1947, měl být uprostřed parku postaven nový děkanský katolický kostel Panny Marie Lasalettské. Po roce 1948 již nemohl být projekt realizován a vybrané prostředky na stavbu byly předány Nuselské farnosti u sv. Václava. Park má kruhovou cestu s pomníčkem padlým a zjara překvapí dvacítkou kvetoucích magnolií. Svou západní stranou se do parku obrací budova Nuselské historické radnice, na severní straně hlavním průčelím jedna z nejstarších školních budov MČ Praha 4, základní škola Táborská čp. 421. Byla koncipována v době rozdělení měšťanských škol na "chlapecké a dívčí" jako symetrická trojpodlažní dvojbudova s dvěma tělocvičnami a školním, veřejnosti přístupným dětským hřištěm při Božetěchově ulici. Na jižní straně z vyvýšeného místa dominuje rovněž hlavním průčelím budova Sokola Nusle čp. 700, z roku 1925. Větvením tam začíná vilová ulice Na Květnici, dvěma secesními vilami (č.1 a č.3) a funkcionalistickou vilou inženýra Petra (č.5) s parkovou úpravou zahrad.
Na úpatí svahu pod nuselskou sokolovnou je Pomník tří odbojů. Památník, který tvoří hladká nápisová deska s daty 1914–1918, 1939–1945 a 1948–1989, doplňuje široká fontána připomínající tok času. Autory zdařilého, architektonicky a esteticky vyváženého díla jsou František Novotný a Jaroslav Suchan. Ti využili i původní terénní konfigurace. Slavnostní odhalení památníku se uskutečnilo 26. června 1997. Původní památník s prstí od Zborova z roku 1920, poničený v padesátých letech, se nedochoval. Do náměstí se průčelím ze západu obrací mohutná budova "Hydroprojektu" z roku 1968 vedle schodiště do ulice Pod Terebkou. Někdejší na náměstí průjezdná Božetěchova ulice byla u schodiště Pod Terebkou uzavřena v roce 1960 novostavbami sedmipodlažních domů s ponecháním průchodu pro pěší. Pozoruhodný je i trojúhelníkový blok dvaceti šestipodlažních pozdně secesních domů z období kolem roku 1925 v jižní části části náměstí, ohraničený ulicemi Táborská a Pod Sokolovnou, s výraznými znaky kubistického tvarosloví. Na Táborské v tom bloku zaujme dům Nusle čp. 598 s výrazným basreliéfem ponocného (světlonoše) nad portálem, přímo u stanice tramvají "Palouček".

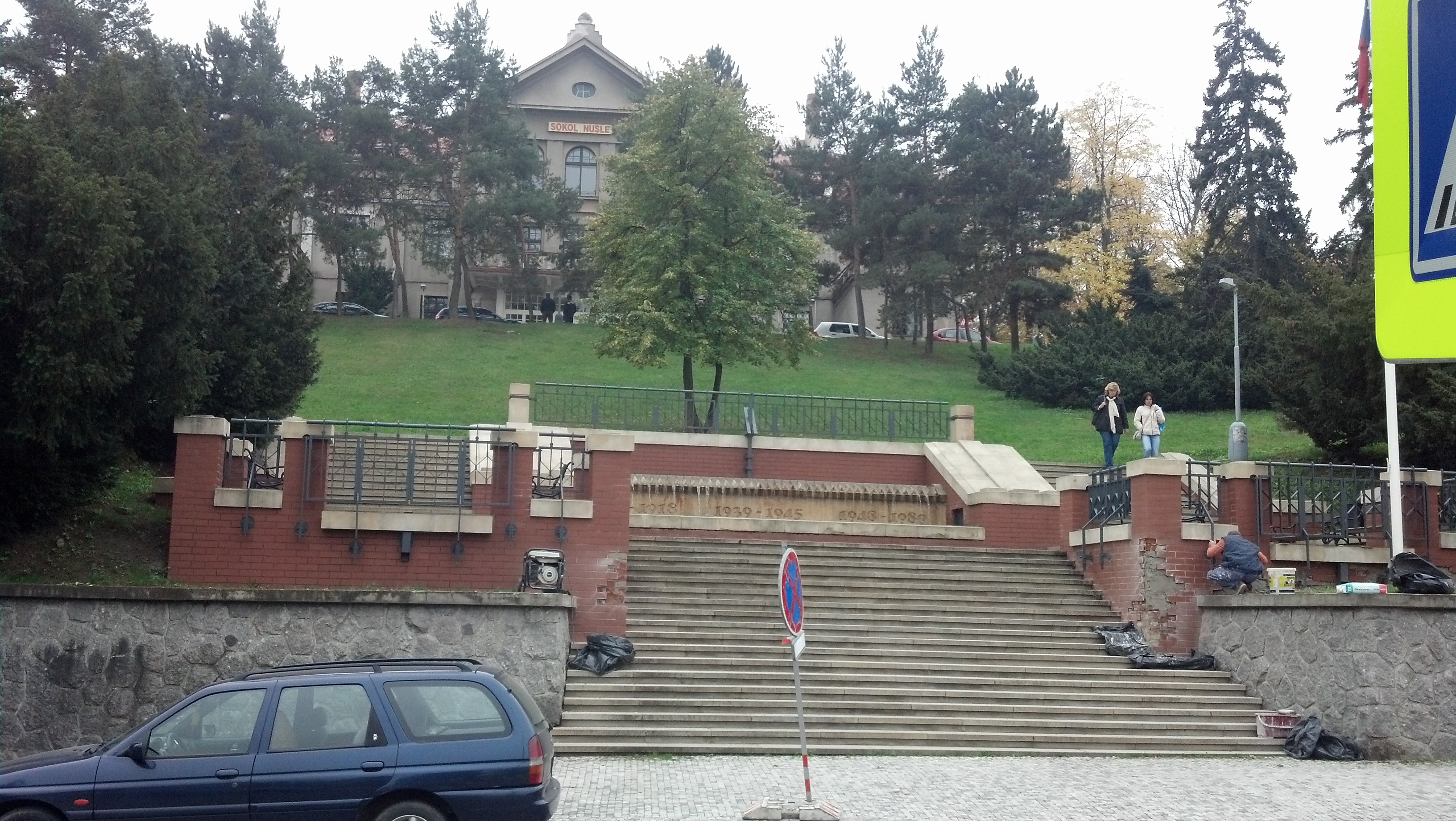
Památník tří odbojů, nahoře budova Sokola Nusle
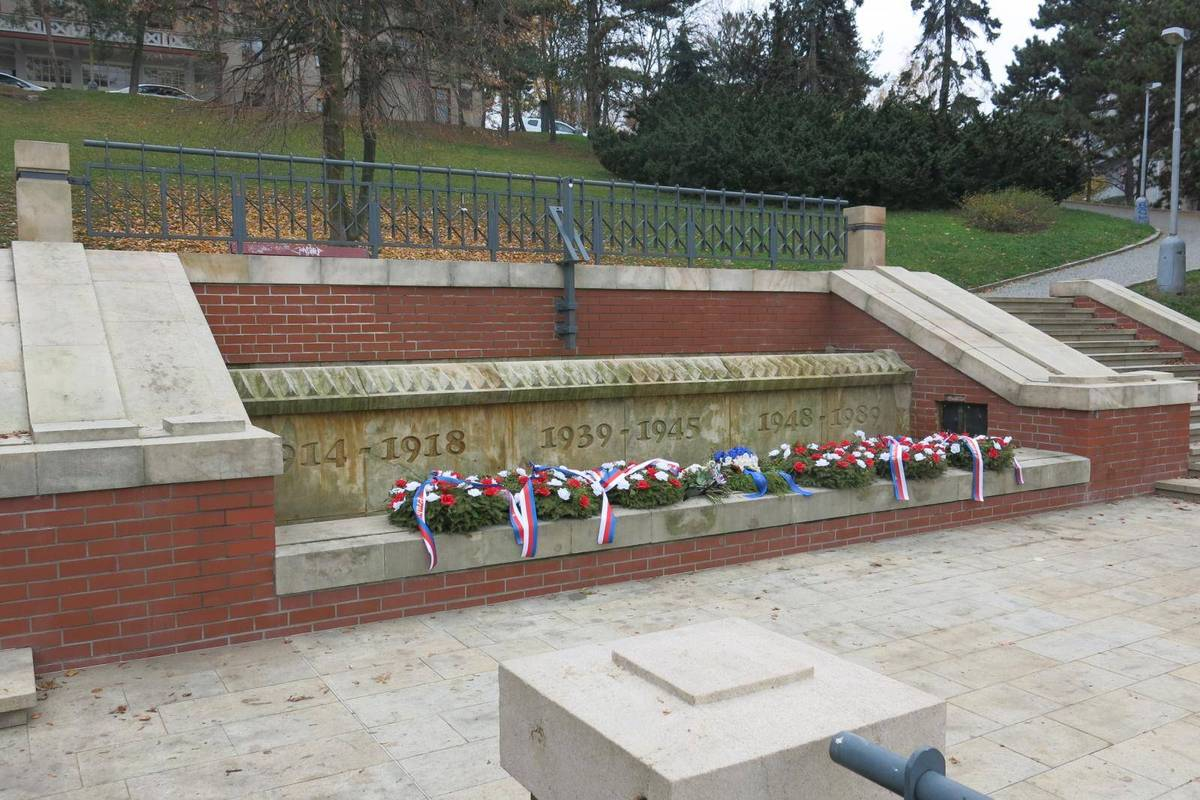
Památník tří odbojů

## Historie
Svůj první název Palackého dostalo náměstí v roce 1911, a ten vydržel až do roku 1940. František Palacký byl český politik a historik, zakladatel novodobého českého dějepisectví. Za německé okupace se náměstí jmenovalo Cyrilovo, ten spolu se svým bratrem Metodějem šířil slovanskou liturgii na Velké Moravě. Poté se opět vrátil název Palackého náměstí, v letech 1948–1962 to bylo náměstí Československých legionářů, jejichž památník byl v roce 1946 obnoven na náměstí pod nuselskou sokolovnou. Změny však pokračovaly a nové pojmenování přineslo náměstí Pařížské komuny.
V roce 1998 bylo přejmenováno na náměstí Generála Kutlvašra, k poctě českého vlastence, legionáře, účastníka legendární bitvy u Zborova, vojenského velitele Pražského povstání v květnu 1945, brigádního generála Karla Kutlvašra. Jeho busta zdobí západní průčelí Nuselské radnice, obrácené do náměstí.

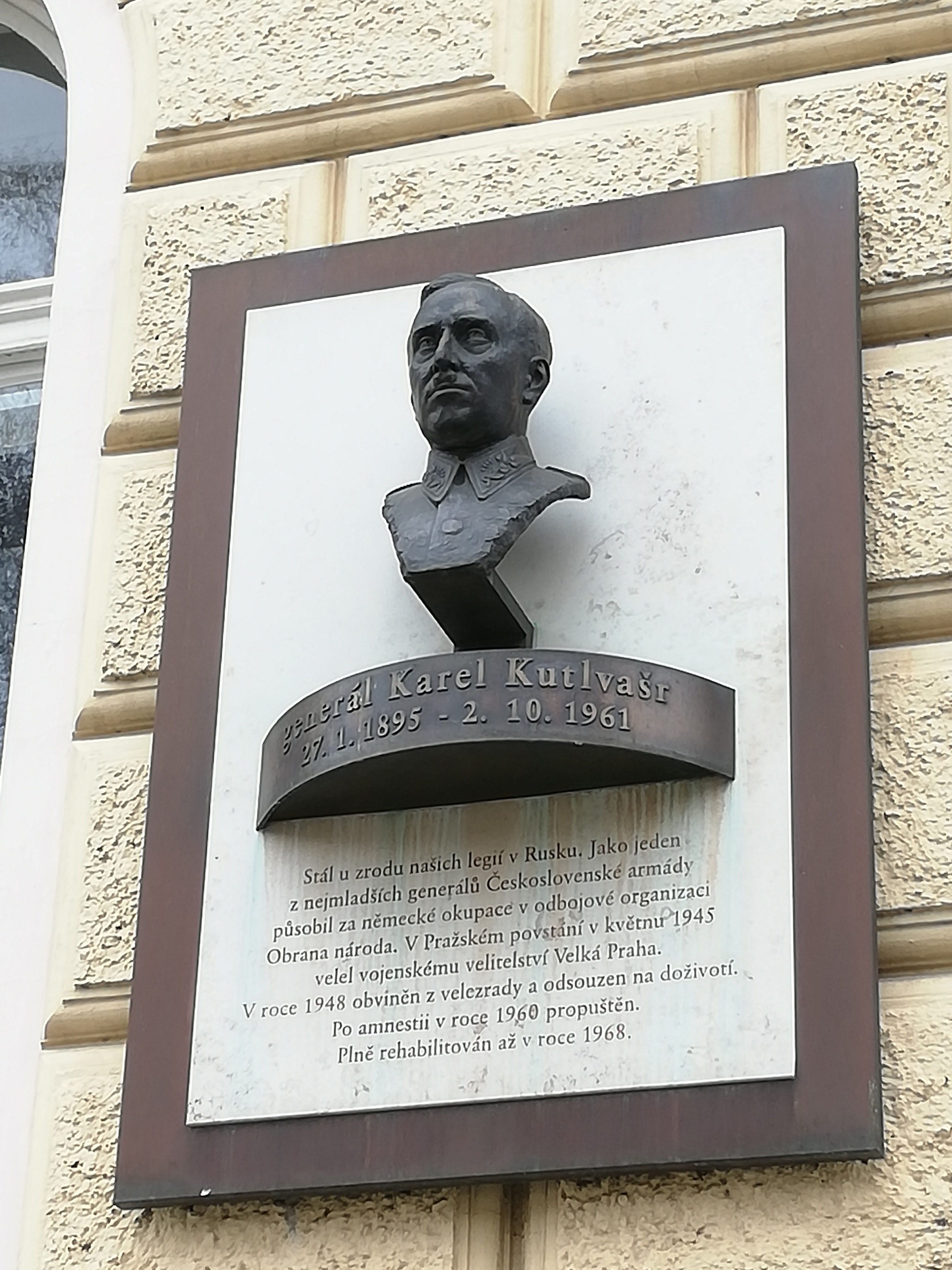
Pamětní deska s bustou generála Karla Kutlvašra na Nuselské radnici